# Campeonato Mundial de Lucha de 2021
El LXXI Campeonato Mundial de Lucha se celebró en Oslo (Noruega) entre el 2 y el 10 de octubre de 2021 bajo la organización de United World Wrestling (UWW) y la Federación Noruega de Lucha.
Las competiciones se realizaron en el Jordal Amfi de la capital noruega.

## Medallistas

### Lucha grecorromana masculina
| Evento         | Oro                       | Plata                               | Bronce                                                  |
| -------------- | ------------------------- | ----------------------------------- | ------------------------------------------------------- |
| 55 kg (08.10)  | Ken Matsui Japón          | Emin Sefershayev · RWF              | Nugzar Tsurtsumia Georgia Eldəniz Əzizli Azerbaiyán     |
| 60 kg (09.10)  | Victor Ciobanu Moldavia   | Zholaman Sharshenbekov · Kirguistán | Stepan Marianian · RWF · Murad Məmmədov · Azerbaiyán    |
| 63 kg (10.10)  | Meisam Daljani Irán       | Leri Abuladze Georgia               | Kensuke Shimizu · Japón · Lenur Temirov · Ucrania       |
| 67 kg (10.10)  | Mohamadreza Gueraei Irán  | Nazir Abdulayev · RWF               | Ramaz Zoidze · Georgia · Almat Kebispayev · Kazajistán  |
| 72 kg (08.10)  | Maljas Amoyan Armenia     | Serguei Kutuzov · RWF               | Gevorg Sahakyan · Polonia · Kristupas Šleiva · Lituania |
| 77 kg (08.10)  | Roman Vlasov · RWF        | Sənan Süleymanov Azerbaiyán         | Roland Schwarz · Alemania · Mohamadali Gueraei · Irán   |
| 82 kg (08.10)  | Rafiq Hüseynov Azerbaiyán | Burhan Akbudak Turquía              | Adlan Akiyev · RWF · Pechman Poshtam · Irán             |
| 87 kg (10.10)  | Zurab Datunashvili Serbia | Kiryl Maskevich · Bielorrusia       | Lasha Gobadze · Georgia · Arkadiusz Kułynycz · Polonia  |
| 97 kg (09.10)  | Mohamad Saravi Irán       | Alex Szőke · Hungría                | Artur Sargsian · RWF · Tracy Hancock · Estados Unidos   |
| 130 kg (09.10) | Aliakbar Yusofi Irán      | Zurab Guedejauri · RWF              | Iakob Kadzhaia · Georgia · Oskar Marvik · Noruega       |

### Lucha libre masculina
| Evento         | Oro                             | Plata                            | Bronce                                                       |
| -------------- | ------------------------------- | -------------------------------- | ------------------------------------------------------------ |
| 57 kg (04.10)  | Thomas Gilman Estados Unidos    | Alireza Sarlak Irán              | Horst Lehr · Alemania · Arian Tsiutryn · Bielorrusia         |
| 61 kg (03.10)  | Abasgadzhi Magomedov · RWF      | Daton Fix Estados Unidos         | Arsen Harutiunian Armenia Toshihiro Hasegawa Japón           |
| 65 kg (04.10)  | Zaguir Shajiyev · RWF           | Amir Yazdani Irán                | Alibek Osmonov · Kirguistán · Tulga Tömör-Ochiryn · Mongolia |
| 70 kg (05.10)  | Magomedmurad Gadżijew · Polonia | Ernazar Akmataliyev · Kirguistán | Yevgueni Zherbayev · RWF · Zurab Iakobishvili · Georgia      |
| 74 kg (03.10)  | Kyle Dake Estados Unidos        | Tajmuraz Salkazanov · Eslovaquia | Fazlı Eryılmaz · Turquía · Timur Bizhoyev · RWF              |
| 79 kg (04.10)  | Jordan Burroughs Estados Unidos | Mohamad Nojodi Irán              | Radik Valiyev · RWF · Nika Kenchadze · Georgia               |
| 86 kg (03.10)  | Hasan Yazdani Irán              | David Taylor Estados Unidos      | Abubakr Abakarov · Azerbaiyán · Artur Naifonov · RWF         |
| 92 kg (04.10)  | Kamran Gasempour Irán           | Magomed Kurbanov · RWF           | Osman Nurməhəmmədov Azerbaiyán J'den Cox Estados Unidos      |
| 97 kg (05.10)  | Abdulrashid Sadulayev · RWF     | Kyle Snyder Estados Unidos       | Mahamed Zakariyev · Ucrania · Mochtaba Goleich · Irán        |
| 125 kg (03.10) | Amir Zare Irán                  | Gueno Petriashvili Georgia       | Mönjtöriin Ljagvaguerel Mongolia Taha Akgül Turquía          |

### Lucha libre femenina
| Evento        | Oro                               | Plata                              | Bronce                                                         |
| ------------- | --------------------------------- | ---------------------------------- | -------------------------------------------------------------- |
| 50 kg (06.10) | Remina Yoshimoto Japón            | Sarah Hildebrandt Estados Unidos   | Dolgorzhavyn Otgonzhargal · Mongolia · Nadezhda Sokolova · RWF |
| 53 kg (06.10) | Akari Fujinami Japón              | Iulia Leorda Moldavia              | Katarzyna Krawczyk · Polonia · Samantha Stewart · Canadá       |
| 55 kg (05.10) | Tsugumi Sakurai Japón             | Nina Hemmer · Alemania             | Olexandra Jomenets · Ucrania · Jenna Burkert · Estados Unidos  |
| 57 kg (07.10) | Helen Maroulis Estados Unidos     | Anshu Malik India                  | Sae Nanjo Japón Erjembayaryn Davaachimeg Mongolia              |
| 59 kg (07.10) | Biliana Dudova Bulgaria           | Akie Hanai Japón                   | Baatarzhavyn Shoovdor Mongolia Sarita Sarita India             |
| 62 kg (05.10) | Aisuluu Tynybekova · Kirguistán   | Kayla Miracle Estados Unidos       | Nonoka Ozaki Japón Enjbatyn Gantuya Mongolia                   |
| 65 kg (06.10) | Irina Rîngaci Moldavia            | Miwa Morikawa Japón                | Johanna Mattsson · Suecia · Forrest Molinari · Estados Unidos  |
| 68 kg (07.10) | Meerim Zhumanazarova · Kirguistán | Rin Miyaji Japón                   | Janum Veliyeva · RWF · Tamyra Mensah · Estados Unidos          |
| 72 kg (07.10) | Masako Furuichi Japón             | Zhamila Bakberguenova · Kazajistán | Buse Tosun · Turquía · Anna Schell · Alemania                  |
| 76 kg (06.10) | Adeline Gray Estados Unidos       | Epp Mäe Estonia                    | Samar Hamza · Egipto · Aiperi Medet · Kirguistán               |

## Medallero
| Núm. | País           | Oro | Plata | Bronce | Total |
| ---- | -------------- | --- | ----- | ------ | ----- |
| 1    | Irán           | 7   | 3     | 3      | 13    |
| 2    | Estados Unidos | 5   | 5     | 5      | 15    |
| 3    | Japón          | 5   | 3     | 4      | 12    |
| 4    | RWF            | 4   | 5     | 9      | 18    |
| 5    | Kirguistán     | 2   | 2     | 2      | 6     |
| 6    | Moldavia       | 2   | 1     | 0      | 3     |
| 7    | Azerbaiyán     | 1   | 1     | 4      | 6     |
| 8    | Polonia        | 1   | 0     | 3      | 4     |
| 9    | Armenia        | 1   | 0     | 1      | 2     |
| 10   | Bulgaria       | 1   | 0     | 0      | 1     |
| 10   | Serbia         | 1   | 0     | 0      | 1     |
| 12   | Georgia        | 0   | 2     | 6      | 8     |
| 13   | Alemania       | 0   | 1     | 3      | 4     |
| 13   | Turquía        | 0   | 1     | 3      | 4     |
| 15   | Bielorrusia    | 0   | 1     | 1      | 2     |
| 15   | India          | 0   | 1     | 1      | 2     |
| 15   | Kazajistán     | 0   | 1     | 1      | 2     |
| 18   | Eslovaquia     | 0   | 1     | 0      | 1     |
| 18   | Estonia        | 0   | 1     | 0      | 1     |
| 18   | Hungría        | 0   | 1     | 0      | 1     |
| 21   | Mongolia       | 0   | 0     | 6      | 6     |
| 22   | Ucrania        | 0   | 0     | 3      | 3     |
| 23   | Canadá         | 0   | 0     | 1      | 1     |
| 23   | Egipto         | 0   | 0     | 1      | 1     |
| 23   | Lituania       | 0   | 0     | 1      | 1     |
| 23   | Noruega        | 0   | 0     | 1      | 1     |
| 23   | Suecia         | 0   | 0     | 1      | 1     |
|      | TOTAL          | 30  | 30    | 60     | 120   |

1. 1 2 3 4 5 6 7 8 9 10 11 12 13 14 15 16 17 18 19  Debido a la decisión del TAS de diciembre de 2020 de suspender los entes deportivos rusos, el equipo de Rusia participa bajo la denominación «Russian Wrestling Federation» y las siglas RWF.